# Bouke Beumer
Bouke Beumer (Valkenswaard, 21 november 1934 – Bloemendaal, 10 april 2022) was een Nederlands politicus en econoom. Hij was lid de ARP en fusiepartij CDA.
Beumer was van 1958 tot 1962 marktonderzoeker bij Unilever en begon zijn politieke loopbaan als directeur van de streekraad Noordwest-Overijssel, wat hij was van 1 april 1962 tot 1 juni 1966. Op die datum werd hij burgemeester van de Groningse gemeente Midwolda, wat hij zou blijven tot 1 mei 1975. Ook was hij van 14 mei 1968 tot 16 december 1971 waarnemend burgemeester van de naburige gemeente Scheemda, vanwege ziekte en later pensionering van burgemeester G.H. Post Cleveringa. Daarnaast was hij vanaf 3 juni 1970 lid van de Provinciale Staten van Groningen.
Op 21 januari 1975 werd Beumer lid van de Tweede Kamer der Staten-Generaal. Tijdens het eerste kabinet-Van Agt behoorde hij tot de zogenaamde CDA-loyalisten, die zich tegen het met de VVD gesloten regeerakkoord keerden, maar wel bereid waren het kabinet te gedogen.
Hierna was hij in 1979 en 1984 lijsttrekker van het CDA bij de Europese verkiezingen en van 1979 tot 1994 lid van het Europees Parlement.
Meest recentelijk was hij voorzitter van de Federatie Filmbelangen, van augustus 2000 tot 3 april 2003.
Beumer was lid van de Gereformeerde Kerken in Nederland, die in 2004 is opgegaan in de Protestantse Kerk in Nederland. Hij overleed op 87-jarige leeftijd.